# 엘름훌트시

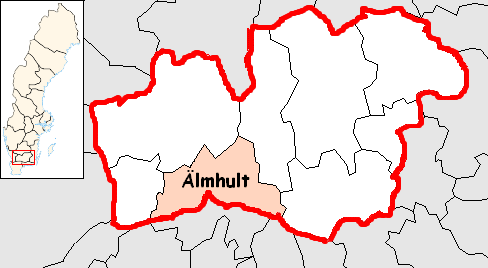
엘름훌트 시의 위치

엘름훌트시(스웨덴어: Älmhults kommun)는 스웨덴 크로노베리주에 위치한 지방 자치체로 행정 중심지는 엘름훌트이며 면적은 978.3667km2, 인구는 16,618명(2016년 12월 31일 기준), 인구 밀도는 17명/km2이다.

시 문장